# Heinrich Schenker
Heinrich Schenker (Wiśniowczyk, 16 giugno 1868 – Vienna, 13 gennaio 1935) è stato un compositore e musicologo austriaco.

## Biografia
Heinrich Schenker nacque nel 1868 a Wiśniowczyk, nell'attuale Oblast' di Ternopil' in Ucraina, allora parte dell'Impero austro-ungarico. Si trasferì da giovane a Vienna dove studiò pianoforte e composizione con Anton Bruckner presso il Conservatorio di Vienna. Divenne ben presto insegnante di pianoforte e critico musicale su diverse testate giornalistiche (Die Zukunft, Musikalisches Wochenblatt ecc.), affiancando a ciò anche l'attività di compositore e di teorico della musica. Fu editore delle opere complete di Johann Sebastian e Carl Philipp Emanuel Bach oltre che di Georg Friedrich Händel e delle ultime sonate per pianoforte di Beethoven. Fra i suoi allievi più celebri sono annoverati Anthony van Hoboken e Wilhelm Furtwängler.
Sebbene la sua fama sia maggiormente legata al suo lavoro teorico, Schenker fu anche prolifico compositore di musica per pianoforte e di lieder.

## Analisi schenkeriana

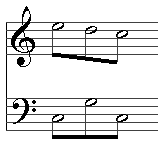
Esempio sostanziale di Urlinie, sopra la Ursatz

La notorietà di Schenker è dovuta soprattutto ad una teoria analitica musicale che prende il suo nome, e che ha influenzato diverse generazioni di musicisti, teorici e compositori. Tale teoria, diffusa e sviluppatasi soprattutto negli Stati Uniti, consiste nell'individuazione di una struttura originaria (Ursatz) all'interno di ogni composizione scritta nel sistema della musica tonale, sulla quale è costruita una linea melodica prototipica (Urlinie) che viene sviluppata e prolungata tramite sistemi e moduli propri di ogni compositore.

## Scritti
- 1906 - Harmonielehre
- 1910-1922 - Kontrapunkt, 2 volumi
- 1924 - Der Tonwille
- 1930 - Das Meisterwerk in der Musik
- 1932 - Fünf Urlinie-Tafeln
- 1935 - Der freie Satz

## Composizioni (lista parziale)
- Sechs Lieder (op. 3; 1898) per voce e pianoforte. Testi di Detlev von Liliencron, Ludwig Jacobowski, Wilhelm Müller

1. Versteckte Jasminen (Liliencron)
2. Wiegenlied (Liliencron)
3. Vogel im Busch (Liliencron)
4. Ausklang (Jacobowski)
5. Allein (Jacobowski)
6. Einkleidung (Müller)

- Drei Gesänge (op. 6) per voce e pianoforte. Testi di Richard Dehmel, Joseph von Eichendorff, Johann Wolfgang von Goethe

1. Und noch im alten Elternhause (Dehmel)
2. Gärtner (Eichendorff)
3. Meeres Stille (Goethe)

- Mondnacht per coro misto a quattro voci e pianoforte Testo di Richard Dehmel